# I. e. 270-es évek
Évszázadok: i. e. 4. század – i. e. 3. század – i. e. 2. század
Évtizedek: i. e. 310-es évek – i. e. 300-as évek – i. e. 290-es évek – i. e. 280-as évek – i. e. 270-es évek – i. e. 260-as évek – i. e. 250-es évek – i. e. 240-es évek – i. e. 230-as évek – i. e. 220-as évek – i. e. 210-es évek
Évek: i. e. 279 – i. e. 278 – i. e. 277 – i. e. 276 – i. e. 275 – i. e. 274 – i. e. 273 – i. e. 272 – i. e. 271 – i. e. 270

## Események
I. e. 275-ben elhunyt IV. Arkhidamosz spártai király.